# Абир Абдельрахман
Абир Абдельрахман Халил Махмуд (араб. عبير عبد الرحمن‎; род. 13 июня 1992, Александрия) — египетская тяжелоатлетка. Бронзовый призёр Олимпийских игр 2008 года в категории до 69 кг, серебряный призёр Олимпийских игр 2012 года в категории до 75 кг, бронзовый призёр чемпионата мира (2009), чемпионка Африки (2008).

## Карьера
Дебютировала на международной арене в 2008 году на чемпионате Африки в Странде (ЮАР), где выступала в весовой категории до 69 кг и сразу завоевала золотую медаль. В том же году Абир Абдельрахман победила на молодёжном чемпионате мира. На Олимпиаде-2008 спортсменка с результатом 238 кг заняла 5-е место в весовой категории до 69 кг. Позже из-за дисквалификации олимпийской чемпионки Лю Чуньхун (Китай) и бронзового призёра Натальи Давыдовой (Украина) к египетской спортсменке перешла бронзовая медаль игр.
В 2009 году Абир Абдельрахман снова побеждает на молодёжном чемпионате мира. На взрослом чемпионате мира в Коян (Южная Корея) спортсменка заняла 4-е место. Позже, 15 мая 2019 года IWF официально аннулировала все результаты армянской штангистки Рипсиме Хуршудян, начиная с 2008 года, и к египетской атлетке перешла бронзовая медаль чемпионата мира 2009.
На Олимпиаде-2012 Абир Абдельрахман с результатом 258 кг заняла 5-е место в весовой категории до 75 кг. И снова, после дисквалификации всех трёх спортсменок, занявших призовые места, к египтянке перешла серебряная медаль игр.